# Norbert Haugg
Norbert Viktor Haugg (* 26. Januar 1935 in Lauingen (Donau); † 24. Oktober 2024 in Gauting) war ein deutscher Ingenieur und Präsident des Deutschen Patentamts.

## Werdegang
Haugg studierte Maschinenbau an der Technischen Hochschule München und schloss 1962 als Diplom-Ingenieur ab. Nach Tätigkeit in der freien Wirtschaft kam er 1967 an das Deutsche Patentamt. Ab 1983 war er Richter beim Bundespatentgericht, wurde 1988 Vorsitzender Richter und war von Juni 1991 bis 31. Juli 1995 Vizepräsident des Bundespatentgerichts.
In Nachfolge von Erich Häußer wurde er im August 1995 von Justizministerin Sabine Leutheusser-Schnarrenberger zum Präsident des Deutschen Patentamts ernannt. Ende Januar 2000 trat er in den Ruhestand. Am 24. Oktober 2024 verstarb Norbert Haugg im Alter von 89 Jahren in Gauting.